# Dasorgyia alpherakii
Dasorgyia alpherakii is een donsvlinder uit de familie van de spinneruilen (Erebidae). De wetenschappelijke naam van de soort is voor het eerst geldig gepubliceerd in 1891 door Grum-Grshimailo.